# Marizapa
Marizapa es un pueblo en el estado Miranda, Venezuela. Es parte del Municipio Acevedo. 
Es reconocido por sus celebraciones pintorescas referentes a las festividades carnestolendas. En ellas realizan comparsas realizadas a mano por sus habitantes, que marchan por todas sus calles y alrededores para luego mostrar, en una competencia sana, el trabajo realizado entre cada uno de los sectores que participan en dichas comparsas.  